# مختار تيوني
مختار تيوني (بالفرنسية: Makhtar Thioune)‏ هو لاعب كرة قدم سنغالي في مركز الوسط، ولد في 5 أغسطس 1984 في ريتشارد تول ‏ في السنغال. شارك مع منتخب السنغال لكرة القدم. أما مع النوادي، فقد لعب مع شانلي أورفا سبور ونادي ساربسبورغ 08 ونادي فيكينغ ونادي كارلسروه ونادي مولده.

## وصلات خارجية
- مختار تيوني على موقع اتحاد تركيا (لاعب) (الإنجليزية)
- مختار تيوني على موقع قاعدة بيانات كرة القدم.إي يو (الإنجليزية)
- مختار تيوني على موقع ناشيونال فوتبول تيمز (الإنجليزية)
- مختار تيوني على موقع Soccerway.com (الإنجليزية)
- مختار تيوني على موقع عالم كرة القدم.نت (الإنجليزية)